# Кукурек (лист)
Кукурек : лист за политичку збиљу, шалу и сатиру је политички сатирични часопис који је излазио у Београду током 1902. и 1903. године.

## О часопису
Часопис је почео да излази 24. фебруара 1902. године у Београду. Већ следеће је угашен. То је био илустровани лист који је због оштре и политичке сатире био прогоњен. Нарочито је број 50 из 1902. године био забрањен.  Сврстан је у шаљиве часописе.

### Периодичност
Излазио је два пута недељно четвртком и недељом.

### Рубрике
- Зашто-зато
- Некад и сад

## Уредници
Главни уредник и власник је био Милош Костић, а одговорни уредник Стеван Петровић.